# Сєдакова Ольга Генрихівна
Сєдакова Ольга Генрихівна (6 березня 1972) — російська артистична плавчиня.
Учасниця Олімпійських Ігор 1992, 1996 років.
Чемпіонка світу з водних видів спорту 1998 року.
Чемпіонка Європи з водних видів спорту 1991, 1993, 1995, 1997 років.